# Sirope Tour
Sirope World Tour es una gira de conciertos por el cantante español Alejandro Sanz para promocionar su álbum Sirope.

## Historia
La gira comenzará oficialmente en España por las siguientes ciudades: Córdoba, Algeciras, Roquetas de Mar, Gijón, La Coruña, Ibiza, Palma de Mallorca, Cambrils, Palafrugell, Marbella, Benidorm, Palencia, Murcia, Valencia, Albacete, Madrid, Barcelona, Bilbao, Málaga, Granada y Sevilla para un total de 25 conciertos.

## Lista de canciones
| \| Sirope Tour : (26 shows) jul/30/2015 - mar/06/2016 \| \| \| \| \| \| N.º \| Título \| Álbum Original \| Duración \| \| \| 1. \| «El Silencio De Los Cuervos» \| Sirope \| \| \| \| 2. \| «A Mi No Me Importa» \| Sirope \| \| \| \| 3. \| «No Madura El Coco» \| Sirope \| \| \| \| 4. \| «Desde Cuándo» \| Paraíso Express \| \| \| \| 5. \| «Quisiera Ser» \| El Alma al Aire \| \| \| \| 6. \| «Tú La Necesitas» \| Sirope \| \| \| \| 7. \| «No Me Compares» \| La Música No Se Toca \| \| \| \| 8. \| «La Música No Se Toca» \| La Música No Se Toca \| \| \| \| 9. \| «Medley» (Amiga Mía / Mi Soledad Y Yo / Y, ¿Si Fuera Ella?) \| Más, Alejandro Sanz 3 \| \| \| \| 10. \| «Mi Marciana» \| La Música No Se Toca \| \| \| \| 11. \| «Corazón Partío» \| Más \| \| \| \| 12. \| «Labana» \| No Es Lo Mismo \| \| \| \| 13. \| «Camino De Rosas» \| La Música No Se Toca \| \| \| \| 14. \| «Un Zombi A La Intemperie» \| Sirope \| \| \| \| 15. \| «Looking for Paradise» \| Paraíso Express \| \| \| \| 16. \| «No Es Lo Mismo» \| No Es Lo Mismo \| \| \| \| 17. \| «¿Lo Ves?» \| Alejandro Sanz 3 \| \| \| \| 18. \| «Capitán Tapón» \| Sirope \| \| \| \| 19. \| «A Que No Me Dejas» \| Sirope \| \| \| \| 20. \| «Viviendo Deprisa» \| Viviendo Deprisa \| \| \| \| 21. \| «Pisando Fuerte» \| Viviendo Deprisa \| \| \| |                                                             |                       |          |  |
| Sirope Tour : (26 shows) jul/30/2015 - mar/06/2016 |                                                             |                       |          |  |
| N.º | Título                                                      | Álbum Original        | Duración |  |
| 1. | «El Silencio De Los Cuervos»                                | Sirope                |          |  |
| 2. | «A Mi No Me Importa»                                        | Sirope                |          |  |
| 3. | «No Madura El Coco»                                         | Sirope                |          |  |
| 4. | «Desde Cuándo»                                              | Paraíso Express       |          |  |
| 5. | «Quisiera Ser»                                              | El Alma al Aire       |          |  |
| 6. | «Tú La Necesitas»                                           | Sirope                |          |  |
| 7. | «No Me Compares»                                            | La Música No Se Toca  |          |  |
| 8. | «La Música No Se Toca»                                      | La Música No Se Toca  |          |  |
| 9. | «Medley» (Amiga Mía / Mi Soledad Y Yo / Y, ¿Si Fuera Ella?) | Más, Alejandro Sanz 3 |          |  |
| 10. | «Mi Marciana»                                               | La Música No Se Toca  |          |  |
| 11. | «Corazón Partío»                                            | Más                   |          |  |
| 12. | «Labana»                                                    | No Es Lo Mismo        |          |  |
| 13. | «Camino De Rosas»                                           | La Música No Se Toca  |          |  |
| 14. | «Un Zombi A La Intemperie»                                  | Sirope                |          |  |
| 15. | «Looking for Paradise»                                      | Paraíso Express       |          |  |
| 16. | «No Es Lo Mismo»                                            | No Es Lo Mismo        |          |  |
| 17. | «¿Lo Ves?»                                                  | Alejandro Sanz 3      |          |  |
| 18. | «Capitán Tapón»                                             | Sirope                |          |  |
| 19. | «A Que No Me Dejas»                                         | Sirope                |          |  |
| 20. | «Viviendo Deprisa»                                          | Viviendo Deprisa      |          |  |
| 21. | «Pisando Fuerte»                                            | Viviendo Deprisa      |          |  |

| \| Sirope Tour : (26 shows) jul/30/2015 - mar/06/2016 \| \| \| \| \| \| N.º \| Título \| Álbum Original \| Duración \| \| \| 1. \| «El Silencio De Los Cuervos» \| Sirope \| \| \| \| 2. \| «Desde Cuándo» \| Paraíso Express \| \| \| \| 3. \| «Quisiera Ser» \| El Alma al Aire \| \| \| \| 4. \| «No Me Compares» \| La Música No Se Toca \| \| \| \| 5. \| «La Música No Se Toca» \| La Música No Se Toca \| \| \| \| 6. \| «Medley» (Amiga Mía / Mi Soledad Y Yo / Y, ¿Si Fuera Ella?) \| Más, Alejandro Sanz 3 \| \| \| \| 7. \| «Corazón Partío» \| Más \| \| \| \| 8. \| «Labana» \| No Es Lo Mismo \| \| \| \| 9. \| «Camino De Rosas» \| La Música No Se Toca \| \| \| \| 10. \| «Un Zombi A La Intemperie» \| Sirope \| \| \| \| 11. \| «Looking for Paradise» \| Paraíso Express \| \| \| \| 12. \| «No Es Lo Mismo» \| No Es Lo Mismo \| \| \| \| 13. \| «¿Lo Ves?» \| Alejandro Sanz 3 \| \| \| \| 14. \| «Capitán Tapón» \| Sirope \| \| \| \| 15. \| «A Que No Me Dejas» \| Sirope \| \| \| \| 16. \| «Viviendo Deprisa» \| Viviendo Deprisa \| \| \| \| 17. \| «Pisando Fuerte» \| Viviendo Deprisa \| \| \| |                                                             |                       |          |  |
| Sirope Tour : (26 shows) jul/30/2015 - mar/06/2016 |                                                             |                       |          |  |
| N.º | Título                                                      | Álbum Original        | Duración |  |
| 1. | «El Silencio De Los Cuervos»                                | Sirope                |          |  |
| 2. | «Desde Cuándo»                                              | Paraíso Express       |          |  |
| 3. | «Quisiera Ser»                                              | El Alma al Aire       |          |  |
| 4. | «No Me Compares»                                            | La Música No Se Toca  |          |  |
| 5. | «La Música No Se Toca»                                      | La Música No Se Toca  |          |  |
| 6. | «Medley» (Amiga Mía / Mi Soledad Y Yo / Y, ¿Si Fuera Ella?) | Más, Alejandro Sanz 3 |          |  |
| 7. | «Corazón Partío»                                            | Más                   |          |  |
| 8. | «Labana»                                                    | No Es Lo Mismo        |          |  |
| 9. | «Camino De Rosas»                                           | La Música No Se Toca  |          |  |
| 10. | «Un Zombi A La Intemperie»                                  | Sirope                |          |  |
| 11. | «Looking for Paradise»                                      | Paraíso Express       |          |  |
| 12. | «No Es Lo Mismo»                                            | No Es Lo Mismo        |          |  |
| 13. | «¿Lo Ves?»                                                  | Alejandro Sanz 3      |          |  |
| 14. | «Capitán Tapón»                                             | Sirope                |          |  |
| 15. | «A Que No Me Dejas»                                         | Sirope                |          |  |
| 16. | «Viviendo Deprisa»                                          | Viviendo Deprisa      |          |  |
| 17. | «Pisando Fuerte»                                            | Viviendo Deprisa      |          |  |

## Fechas del Tour
| Número        | Fecha                    | Ciudad               | País                 | Lugar                                 |
| ------------- | ------------------------ | -------------------- | -------------------- | ------------------------------------- |
| España        |                          |                      |                      |                                       |
| 1             | 30 de julio de 2015      | Córdoba              | España               | Plaza de Toros Los Califas            |
| 2             | 1 de agosto de 2015      | Algeciras            | España               | Plaza de Toros Las Palomas            |
| 3             | 4 de agosto de 2015      | Roquetas de Mar      | España               | Plaza de Toros de Roquetas de Mar     |
| 4             | 6 de agosto de 2015      | Gijón                | España               | Palacio de Deportes de Gijón          |
| 5             | 8 de agosto de 2015      | La Coruña            | España               | Coliseum da Coruña                    |
| 6             | 10 de agosto de 2015     | Ibiza                | España               | Estadio de Can Misses                 |
| 7             | 12 de agosto de 2015     | Palma de Mallorca    | España               | Plaza de Toros de Palma de Mallorca   |
| 8             | 14 de agosto de 2015     | Cambrils             | España               | Parc del Pinaret                      |
| 9             | 16 de agosto de 2015     | Palafrugell          | España               | Auditorio Jardins Cap Roig            |
| 10            | 17 de agosto de 2015     | Palafrugell          | España               | Auditorio Jardins Cap Roig            |
| 11            | 20 de agosto de 2015     | Marbella             | España               | Auditorio Cantera de Nagüeles         |
| 12            | 22 de agosto de 2015     | Benidorm             | España               | Estadio de Fútbol de Foietes          |
| 13            | 29 de agosto de 2015     | Palencia             | España               | Estadio Nueva Balastera               |
| 14            | 2 de septiembre de 2015  | Murcia               | España               | Plaza de Toros La Condomina           |
| 15            | 4 de septiembre de 2015  | Valencia             | España               | Plaza de Toros de Valencia            |
| 16            | 5 de septiembre de 2015  | Albacete             | España               | Estadio Carlos Belmonte               |
| 17            | 8 de septiembre de 2015  | Madrid               | España               | Barclaycard Center                    |
| 18            | 9 de septiembre de 2015  | Madrid               | España               | Barclaycard Center                    |
| 19            | 11 de septiembre de 2015 | Madrid               | España               | Barclaycard Center                    |
| 20            | 16 de septiembre de 2015 | Barcelona            | España               | Palau Sant Jordi                      |
| 21            | 17 de septiembre de 2015 | Barcelona            | España               | Palau Sant Jordi                      |
| 22            | 19 de septiembre de 2015 | Bilbao               | España               | Bilbao Arena                          |
| 23            | 22 de septiembre de 2015 | Málaga               | España               | Palacio de Deportes Martín Carpena    |
| 24            | 24 de septiembre de 2015 | Granada              | España               | Plaza de Toros de Granada             |
| 25            | 26 de septiembre de 2015 | Sevilla              | España               | Estadio Olímpico de La Cartuja        |
| 26            | 12 de enero de 2016      | Madrid               | España               | Círculo de Bellas Artes               |
| Latinoamérica |                          |                      |                      |                                       |
| 27            | 29 de enero de 2016      | Ciudad de México     | México               | Auditorio Nacional                    |
| 28            | 30 de enero de 2016      | Ciudad de México     | México               | Auditorio Nacional                    |
| 29            | 2 de febrero de 2016     | Puebla               | México               | Auditorio Metropolitano               |
| 30            | 4 de febrero de 2016     | Guadalajara          | México               | Auditorio Telmex                      |
| 31            | 5 de febrero de 2016     | Guadalajara          | México               | Auditorio Telmex                      |
| 32            | 7 de febrero de 2016     | Querétaro            | México               | Auditorio Josefa Ortiz de Domínguez   |
| 33            | 9 de febrero de 2016     | San Luis Potosí      | México               | El Domo                               |
| 34            | 11 de febrero de 2016    | Monterrey            | México               | Auditorio Banamex                     |
| 35            | 12 de febrero de 2016    | Monterrey            | México               | Auditorio Banamex                     |
| 36            | 16 de febrero de 2016    | Ciudad de México     | México               | Auditorio Nacional                    |
| 37            | 17 de febrero de 2016    | Ciudad de México     | México               | Auditorio Nacional                    |
| 38            | 24 de febrero de 2016    | Viña del Mar         | Chile                | Anfiteatro de la Quinta Vergara       |
| 39            | 26 de febrero de 2016    | Santiago             | Chile                | Movistar Arena                        |
| 40            | 28 de febrero de 2016    | Rosario              | Argentina            | Salón Metropolitano                   |
| 41            | 1 de marzo de 2016       | Córdoba              | Argentina            | Orfeo Superdomo                       |
| 42            | 3 de marzo de 2016       | Buenos Aires         | Argentina            | Estadio G.E.B.A.                      |
| 43            | 5 de marzo de 2016       | Buenos Aires         | Argentina            | Estadio G.E.B.A.                      |
| 44            | 24 de abril de 2016      | Asunción             | Paraguay             | Estadio Manuel Ferreira               |
| 45            | 27 de abril de 2016      | Lima                 | Perú                 | Estadio Nacional de Lima              |
| 46            | 30 de abril de 2016      | Arequipa             | Perú                 | Estadio Monumental de la UNSA         |
| 47            | 3 de mayo de 2016        | Panamá               | Panamá               | Amador Convention Center              |
| 48            | 5 de mayo de 2016        | Tegucigalpa          | Honduras             | Estadio Chochi Sosa                   |
| 49            | 7 de mayo de 2016        | San Salvador         | El Salvador          | Estadio Jorge "El Mágico" González    |
| 50            | 10 de mayo de 2016       | Guatemala            | Guatemala            | Paseo Cayalá                          |
| 51            | 12 de mayo de 2016       | Managua              | Nicaragua            | Estadio Nacional Dennis Martínez      |
| 52            | 14 de mayo de 2016       | Bogotá               | Colombia             | Centro de Eventos Autopista Norte     |
| 53            | 17 de mayo de 2016       | Medellín             | Colombia             | Plaza de Toros La Macarena            |
| 54            | 19 de mayo de 2016       | San José             | Costa Rica           | Estadio Nacional de Costa Rica        |
| 55            | 21 de mayo de 2016       | Santo Domingo        | República Dominicana | Palacio de los Deportes               |
| España        |                          |                      |                      |                                       |
| 56            | 8 de julio de 2016       | Barcelona            | España               | Palau Sant Jordi                      |
| 57            | 11 de julio de 2016      | Valencia             | España               | Plaza de Toros de Valencia            |
| 58            | 14 de julio de 2016      | Cartagena            | España               | Estadio Cartagonova                   |
| 59            | 19 de julio de 2016      | La Coruña            | España               | Coliseum da Coruña                    |
| 60            | 21 de julio de 2016      | San Sebastián        | España               | Donostia Arena                        |
| 61            | 23 de julio de 2016      | Santander            | España               | Campa de la Magdalena                 |
| 62            | 26 de julio de 2016      | Málaga               | España               | Palacio de Deportes Martín Carpena    |
| 63            | 28 de julio de 2016      | Huelva               | España               | Estadio Iberoamericano                |
| 64            | 29 de julio de 2016      | Jerez de la Frontera | España               | Estadio Municipal de Chapín           |
| 65            | 5 de agosto de 2016      | La Laguna            | España               | Estadio Municipal Francisco Peraza    |
| 66            | 7 de agosto de 2016      | Las Palmas           | España               | Anexo Gran Canaria Arena              |
| 67            | 9 de agosto de 2016      | Marbella             | España               | Auditorio Cantera de Nagüeles         |
| 68            | 11 de agosto de 2016     | Cambrils             | España               | Parc del Pinaret                      |
| 69            | 13 de agosto de 2016     | Palafrugell          | España               | Auditorio Jardins Cap Roig            |
| 70            | 10 de septiembre de 2016 | Mérida               | España               | Teatro Romano de Mérida               |
| Latinoamérica |                          |                      |                      |                                       |
| 71            | 29 de septiembre de 2016 | Hermosillo           | México               | Expo Forum                            |
| 72            | 1 de octubre de 2016     | Tijuana              | México               | Plaza de Toros Mon. Playas de Tijuana |
| 73            | 7 de octubre de 2016     | Monterrey            | México               | Arena Monterrey                       |
| 74            | 8 de octubre de 2016     | Torreón              | México               | Coliseo Centenario                    |
| 75            | 14 de octubre de 2016    | Ciudad de México     | México               | Arena Ciudad de México                |
| 76            | 15 de octubre de 2016    | San Diego            | Estados Unidos       | Cross Border Xpress                   |
| 77            | 17 de octubre de 2016    | Mérida               | México               | Coliseo Yucatán                       |
| 78            | 22 de octubre de 2016    | Lima                 | Perú                 | Estadio Nacional del Perú             |
| España        |                          |                      |                      |                                       |
| 79            | 5 de diciembre de 2016   | Madrid               | España               | Barclaycard Center                    |
| 80            | 6 de diciembre de 2016   | Madrid               | España               | Barclaycard Center                    |

## Banda
- Mike Ciro - Director musical y Guitarra[17][5]
- Alfonso Pérez - Piano, Teclados y Coro[17][5]
- Nathaniel Townsley - Batería[17][5]
- Bri (Brigitte) Sosa - Bajo[17][5]
- Sara Devine - Coro[17][5]
- Crystal "Rovel" Torres - Trompeta[17][5]
- Glenda del E - Piano y Coro[17][5]
- Freddy "Fuego" González - Trombón[17][5]
- Víctor Mirallas - Saxofón y Clarinete[17][5]